# Ubaldo Visconti de Gallura
Pour les articles homonymes, voir Visconti.
 Ubaldo Visconti de Gallura  dit également parfois Ubaldo II, pour le distinguer de son oncle et homonyme, Ubaldo  Visconti (né en 1207 – mort en 1238), fut Juge de Gallura à partir de 1225 jusqu'à sa mort, et, également juge  consort de Torres de 1236 à 1238.

## Biographie
Ubaldo est le fils de Lamberto Visconti di Eldizio et d'Elena de Lacon-Gunale, fille de Barisone II de Gallura, Juge de Gallura, depuis 1203.
À la suite d'un accord signé novembre 1218 entre son père Lamberto et Mariano II de Torres, Ubaldo devait
épouser une Adelasia de Torres une fille du Juge de Logudoro ou de Torres. Le mariage est célébré en 1219 dans la basilique de Saccargia, à côté de Sassari alors que les deux époux ne sont âgés que de 12 ans ; immédiatement le pape Honorius III, adversaire des Pisans, dépêche son chapelain Bartolomeo 
pour prononcer l'annulation de leur union ; la mission de l'homme d'église échoue et cette alliance entre la 
république de Pise et le Judicat de Logudoro-Torres est maintenue.
En 1225 Ubaldo II hérite du droit de sa mère Elena, dernière descendante des Lacon-Gunale, le Judicat de Gallura où il succède à son père Lamberto. En 1230, quand son oncle Ubaldo Ier Visconti meurt, il occupe aussi également le judicat de Cagliari, et assure ainsi dans la région la continuité de l'influence de sa famille et de la république de Pise en exerçant  aussi la régence pour le compte de  Benedetta de Cagliari. Le beau-père d'Ubaldo, Mariano II de Torres, disparait en  1232 et son jeune fils Barisone III de Torres, lui succède avant de mourir assassiné en  1236, laissant comme seules héritières l'épouse d'Ubaldo, Adelasia et sa sœur Benedetta. 
Du fait de l'influence d'Ubaldo II, l'assemblée dite « Corona de Logu » de Torres, réunie à Ardara, choisit d'élire à l'unanimité Adelasia comme Juge et  « détentrice du titre », qu'elle partage néanmoins avec lui. En 1237 pape Grégoire IX envoie son légat pontifical Alessandro de Torres requérir la reconnaissance formelle de la vassalité de Juge Adelasia au Saint-Siège, ce qui est immédiatement accepté, mais son époux Ubaldo II se refuse à faire de même pour Gallura, reconnaissant seulement l'antique prééminence de l'archidiocèse de Pise. Ubaldo II, sans héritier et dernier rejeton de la dynastie Lacon, rédige un testament en janvier 1237, par lequel il désigne son cousin Giovanni Visconti, fils d'Ubaldo Ier, pour lui succéder dans son Judicat. Mais son épouse  Adelasia, après sa mort prématurée à l'âge de 31 ans  du fait d'une forte fièvre en 1238, se remarie immédiatement avec  Enzio fils illégitime de
l'empereur Frédéric II et s'empare du gouvernement de  Gallura, pendant que les deux nouveaux époux reçoivent de l'empereur le titre éphémère de « roi et reine de Sardaigne ». 
La succession au Judicat de Gallura d'Adelasia et d'Enzio fut pourtant nominale car Giovanni Visconti, futur père de Ugolino Visconti, s'en empare effectivement à la mort de son cousin. Enzio continuera indûment à user du titre de roi et de Juge de Gallura et de Torres jusqu'à sa mort en 1272, bien qu'il soit captif à Bologne depuis 1249 et que son union avec Adelasia, qu'il avait abandonné peu après leur mariage, a été annulée.
Ubaldo Visconti résidait essentiellement dans le palais du Judicat à Civita l'actuelle Olbia, mais aussi dans ses résidences d'été des Palais de Baldu et de Balaiana, près de Luogosanto, et de Monteacuto. Le Juge est inhumé selon la tradition dans la crypte de la basilique de Notre-Dame de Luogosanto, lieu utilisé particulièrement pour les plus solennelles cérémonies du Judicat  où il avait été intronisé et où reposait déjà sa mère.